# Notharchus ordii
El buco pechipardo (Notharchus ordii), también denominado chacurú pechipardo, chacurú de pecho pardo, juan de la selva y bobo pechirrufo, es una especie de ave galbuliforme de la familia Bucconidae que vive en América del Sur.

## Descripción
Mide entre 17 y 20 cm. El plumaje de sus partes superiores y las alas es negruzco. Su píleo y pico son negros, mientras que el resto de la cabeza y cuello son blancos, tiene el pecho marrón y entre ambas zonas hay una franja delgada oscura. Su vientre es claro ligeramente listado.

## Distribución y hábitat
Esta especie se distribuye por el occidente de la Amazonia en Bolivia, Brasil, Perú y en la región del río Orinoco en Venezuela.
Vive en los niveles superior y medio del bosque húmedo de tierra firme y en áreas arenosas, o cerca de afloramientos rocosos.

## Alimentación
Se alimenta de insectos.

## Reproducción
Anida en los huecos de los árboles, producidos por el picoteo al comer insectos o en barrancos. La hembra pone dos a tres huevos blancos y brillantes. Tanto el macho como la hembra cuidan de los polluelos.